# Януковичі (Мядельський район)
Януковичі (біл. вёска Януковічы) — село в складі Мядельського району Мінської області, Білорусь. Село підпорядковане Свірській сільській раді, розташоване в північній частині області.